# Coppa del Mondo di cricket femminile 1993
La Coppa del Mondo di cricket femminile 1993 fu la quinta edizione del torneo mondiale di cricket per donne. Fu disputata dal 20 luglio al 1º agosto 1993 in Inghilterra e vide la partecipazione per la prima volta di 8 squadre.

## Partecipanti
- Australia
- Danimarca
- Inghilterra
- India
- Irlanda
- Paesi Bassi
- Nuova Zelanda
- Indie Occidentali

## Formula
Le 8 squadre partecipanti si affrontarono in un grande girone all'italiana con partite di sola andata. Al termine del girone le prime due classificate si qualificarono per la finale.

## Torneo

### Girone Unico

#### Partite
| Data           | Luogo                                                          |                                            |                                           | Risultato |
| -------------- | -------------------------------------------------------------- | ------------------------------------------ | ----------------------------------------- | --- |
| 20 luglio 1993 | Warrington Sports Centre Warrington, Inghilterra               | Paesi Bassi 53/all out (49.3 overs)        | Australia 56/0 (16.5 overs)               | AUS vince di 10 wickets |
| 20 luglio 1993 | Recreation Ground Banstead, Inghilterra                        | Inghilterra 286/3 (60 overs)               | Danimarca 47/all out (33.5 overs)         | ENG vince di 239 runs |
| 20 luglio 1993 | John Player Ground Nottingham, Inghilterra                     | India 155/5 (52 overs)                     | Indie Occidentali 92/all out (48.4 overs) | IND vince di 63 runs Partita ridotta a 52 overs per pioggia                                                                     |
| 20 luglio 1993 | Shenley Sports Ground Shenley, Inghilterra                     | Irlanda 82/6 (39 overs)                    | Nuova Zelanda 83/3 (19.3 overs)           | NZL vince di 7 wickets Partita ridotta a 39 overs per pioggia                                                                   |
| 21 luglio 1993 | Collingham Cricket Club Wetherby, Inghilterra                  | India 108/all out (58.4 overs)             | Australia 114/3 (38.3 overs)              | AUS vince di 7 wickets |
| 21 luglio 1993 | Christ Church College Ground Oxford, Inghilterra               | Irlanda 234/6 (60 overs)                   | Danimarca 164/9 (60 overs)                | IRL vince di 70 runs |
| 21 luglio 1993 | Kent County Cricket Ground Beckenham, Inghilterra              | Nuova Zelanda 127/all out (54.5 overs)     | Inghilterra 102/all out (57.2 overs)      | NZL vince di 25 runs |
| 21 luglio 1993 | Meir Heath Cricket Club Stoke-on-Trent, Inghilterra            | Paesi Bassi 158/all out (59.5 overs)       | Indie Occidentali 88/all out (45.4 overs) | NED vince di 70 runs |
| 24 luglio 1993 | Nevill Ground Tunbridge Wells, Inghilterra                     | Indie Occidentali 131/8 (60 overs)         | Australia 133/2 (29.5 overs)              | AUS vince di 8 wickets |
| 24 luglio 1993 | Wellington College Crowthorne, Inghilterra                     | Danimarca 93/all out (58.1 overs)          | Nuova Zelanda 94/1 (17.5 overs)           | NZL vince di 9 wickets |
| 24 luglio 1993 | Reading Cricket Club Reading, Inghilterra                      | Inghilterra 259/4 (60 overs)               | Irlanda 80/9 (56 su 56 overs)             | ENG vince di 162 runs (regolamento di pioggia) Innings dell'IRl ridotto a 56 overs e target corretto con il metodo del Run Rate |
| 24 luglio 1993 | Beaconsfield Cricket Club Beaconsfield, Inghilterra            | India 93/4 (35 overs)                      | Paesi Bassi 76/all out (34.1 su 35 overs) | IND vince di 17 runs Partita ridotta a 35 overs per parte per via della pioggia                                                 |
| 25 luglio 1993 | Bank of England Ground Roehampton, Inghilterra                 | Australia 194/8 (60 overs)                 | Irlanda 145/4 (60 overs)                  | AUS vince di 49 runs |
| 25 luglio 1993 | Kent County Cricket Ground Beckenham, Inghilterra              | Indie Occidentali 120/all out (45.3 overs) | Danimarca 76/all out (52.1 overs)         | IOB vince di 44 runs |
| 25 luglio 1993 | Finchampstead Cricket Club Finchampstead, Inghilterra          | Inghilterra 179/all out (59.5 overs)       | India 176/all out (59.5 overs)            | ENG vince di 3 runs |
| 25 luglio 1993 | Lindfield Cricket Club Lindfield, Inghilterra                  | Paesi Bassi 40/all out (54.2 overs)        | Nuova Zelanda 41/0 (13.2 overs)           | NZL vince di 10 wickets |
| 26 luglio 1993 | Woodbridge Road Guildford, Inghilterra                         | Inghilterra 208/5 (60 overs)               | Australia 165/all out (53.5 overs)        | ENG vince di 43 runs |
| 26 luglio 1993 | Wellington College Crowthorne, Inghilterra                     | Danimarca 152/7 (60 overs)                 | Paesi Bassi 122/all out (55.1 overs)      | DEN vince di 30 runs |
| 26 luglio 1993 | Wellington College Crowthorne, Inghilterra                     | Irlanda 151/all out (58.4 overs)           | India 152/6 (57.3 overs)                  | IND vince di 4 wickets |
| 26 luglio 1993 | Civil Service Sports Ground Chiswick, Inghilterra              | Indie Occidentali 96/all out (57.1 overs)  | Nuova Zelanda 97/3 (26.4 overs)           | NZL vince di 7 wickets |
| 28 luglio 1993 | Honor Oak Cricket Club Dulwich, Inghilterra                    | Danimarca 76/all out (54 overs)            | Australia 77/3 (8,5 overs)                | AUS vince di 7 wickets |
| 28 luglio 1993 | Arundel Castle Cricket Ground Arundel, Inghilterra             | Indie Occidentali 120/all out (59.4 overs) | Inghilterra 123/6 (46.1 overs)            | ENG vince di 4 wickets |
| 28 luglio 1993 | Ealing Cricket Club Ground Londra, Inghilterra                 | Nuova Zelanda 154/8 (60 overs)             | India 112/all out (54.3 overs)            | NZL vince di 42 runs |
| 28 luglio 1993 | Marlow Cricket Club Marlow, Inghilterra                        | Paesi Bassi 134/8 (60 overs)               | Irlanda 136/8 (56.3 overs)                | IRL vince di 2 wickets |
| 29 luglio 1993 | Hongkong and Shanghai Bank Cricket Club Beckenham, Inghilterra | Australia 77/all out (51.3 overs)          | Nuova Zelanda 78/0 (18.2 overs)           | NZL vince di 10 wickets |
| 29 luglio 1993 | Upton Court Road Slough, Inghilterra                           | Danimarca 116/all out (57.5 overs)         | India 117/1 (40.5 overs)                  | IND vince di 9 wickets |
| 29 luglio 1993 | Ealing Cricket Club Ground Londra, Inghilterra                 | Inghilterra 207/5 (60 overs)               | Paesi Bassi 74/all out (53.5 overs)       | ENG vince di 133 runs |
| 29 luglio 1993 | Dorking Cricket Club Dorking, Inghilterra                      | Indie Occidentali 208/6 (60 overs)         | Irlanda 189/9 (60 overs)                  | IOB vince di 19 runs |

#### Classifica
| Legenda dei colori                                   |
| ---------------------------------------------------- |
| Squadre qualificate in finale per il titolo mondiale |
| Squadre eliminate                                    |

| Team              | Pld | W | L | T | NR | Pts |
| ----------------- | --- | - | - | - | -- | --- |
| Nuova Zelanda     | 7   | 7 | 0 | 0 | 0  | 28  |
| Inghilterra       | 7   | 6 | 1 | 0 | 0  | 24  |
| Australia         | 7   | 5 | 2 | 0 | 0  | 20  |
| India             | 7   | 4 | 3 | 0 | 0  | 16  |
| Irlanda           | 7   | 2 | 5 | 0 | 0  | 8   |
| Indie Occidentali | 7   | 2 | 5 | 0 | 0  | 8   |
| Danimarca         | 7   | 1 | 6 | 0 | 0  | 4   |
| Paesi Bassi       | 7   | 1 | 6 | 0 | 0  | 4   |

### Finale
| Data           | Luogo                                     | In battuta (nel I innings)   | Al lancio (nel I innings)              | Risultato            |
| -------------- | ----------------------------------------- | ---------------------------- | -------------------------------------- | -------------------- |
| 1º agosto 1993 | Lord's Cricket Ground Londra, Inghilterra | Inghilterra 195/5 (60 overs) | Nuova Zelanda 128/all out (55.1 overs) | ENG vince di 67 runs |